# Número de Reynolds magnético
O número de Reynolds magnético é um grupo adimensional que ocorre em magnetoidrodinâmica. Fornece uma estimativa dos efeitos da advecção magnética para a difusão magnética, e é tipicamente definido por:
{\displaystyle R_{m}={\frac {UL}{\eta }}}
onde
- {\displaystyle U} é uma típica escala de velocidade do fluxo
- {\displaystyle L} é uma típica escala de comprimento do fluxo
- {\displaystyle \eta } é a difusividade magnética

## Características para grandes e pequenosRm{\displaystyle R_{m}}
Para {\displaystyle R_{m}\ll 1}, advecção é relativamente sem importância, e então o campo magnético tenderá a relaxar para um estado puramente difusivo, determinado pelas condições de contorno ao invés do fluxo.
Para {\displaystyle R_{m}\gg 1}, difusão é relativamente sem importância na escala de comprimento {\displaystyle L}. Linhas de fluxo do campo magnético são então sofrem advecção com o fluxo fluido, até ao momento que gradientes estão concentrados em regiões de escala de comprimento suficientemente pequena para que a difusão possa equilibrar a advecção.

## Relação com o número de Reynolds e o número de Péclet
O número de Reynolds magnético tem uma forma silitar tanto no número de Péclet como no número de Reynolds. Todos os três podem ser considerado como fornecendo a razão de efeitos advectivos a difusivos de um determinado campo físico, e tem uma forma semelhante de uma velocidade multiplicando um comprimento divididos por uma difusividade. O número de Reynolds magnético é relacionado ao campo magnético em um fluxo MHD, enquanto o número de Reynolds é relacionado à velocidade do fluido em si, e o número de Péclet relacionado ao calor.
Os grupos adimensionais surgem na adimensionalização das respectivas equações governantes, a equação da indução, a equação de momento e a equação do calor.